# Gina Ravera
Pour les articles homonymes, voir Ravera.
Gina Ravera, née le 20 mai 1966 à San Francisco, est une actrice américaine.

## Filmographie
1994:Star trek:La nouvelle generation   :enseigne Tyler
- 1995 : Showgirls : Molly Abrams
- 2002 : Saint Sinner : Rachel Dressler
- 2004 : Boston Justice (Boston Legal) : Dr Amanda Gerard (épisode "A Greater Good")
- 2005 : Inconceivable : Tricia Santos (épisode " The Last Straw")
- 2005 : Everwood : Stacey (épisode "Pro Choice")
- 2007 : Raines : Lisa Lincoln (épisode "Stone Dead")
- 2007 : The Great Debaters : Ruth Tolson
- 2005-2009 : The Closer : L.A. enquêtes prioritaires (The Closer) : Inspecteur  Irene Daniels
- 2006-2008 : Urgences (ER) : Dr Bettina DeJesus
- 2009 : Private Practice : (épisode "The Hard Part")
- 2011 : Lie to Me : Paula (épisode "Rebound")